# Tweede van der Helststraat
De Tweede van der Helststraat is een straat in Amsterdam-Zuid, De Pijp. De straat loopt van noord naar zuid vanaf de Ceintuurbaan/Sarphatipark naar de Joseph Israëlskade aan het Amstelkanaal. Ter plaatse van het Van der Helstplein zit een knik in de route. De straat is genoemd naar kunstschilder Bartholomeus van der Helst.
Het eerste stuk van de straat heette voor korte tijd de Verlengde van der Helststraat (circa 1888-1916).
Opmerkelijk punten:
- Erkers aan Ceintuurbaan 354/Tweede van der Helststraat 2a met siertoren aan de overkant (Sarphatipark 40-42)
- Oranjekerk
- ten noorden van het Van der Helstplein een ratjetoe aan bouwstijlen vaak in eigendom van particulieren gebouwd; ten zuiden van het Van der Helstplein strakke architectuur volgens de Amsterdamse School van Michel de Klerk, gebouwd in opdracht van woningbouwverenigingen
- het Van der Helstplein
- laatste stuk aan de even kant met Sporthal De Pijp en de achtergevel van het Okura hotel op het terrein van de Oude RAI, zonder noemenswaardige activiteit.

## Reve
Gerard Reve relativeerde zijn beroemdheid in 1982 als volgt: "Na mijn dood word ik op de scholen tien jaar vrijwillig gelezen en daarna nog eens tien jaar verplicht. Dan noemen ze een straat naar me. En dan ben ik helemaal vergeten. Niemand weet toch meer wie Tweede van der Helst was?". Deze anekdote bracht de stad ertoe de brug die de Tweede van der Helststraat verbindt met de Maasstraat, Gerard Revebrug te noemen.